# Hurbache
Hurbache é uma comuna francesa na região administrativa de Grande Leste, no departamento de Vosges. Estende-se por uma área de 9,93 km². Em 2010 a comuna tinha 332 habitantes (densidade: 33,4 hab./km²).